# ケイト・ラズビー
ケイト・アンナ・ラズビー（Kate Anna Rusby、1973年12月4日 - ）は、イギリスのフォークシンガー・作詞家である。サウス・ヨークシャーのペニストン出身。The Barnsley Nightingale（バーンズリー・ナイチンゲール、バーンズリーの歌姫の意）とも呼ばれる。様々な全英フォークフェスティバルに出演しており、今日の最も著名なイギリス人フォークシンガーの一人と見なされている。2001年にガーディアン紙は"イギリス音楽界のスーパースター"と評した。マーキュリー賞にノミネートされた数少ないフォークシンガーの一人でもある。

## 経歴
ラズビーは音楽一家に生まれた。歌うことに加えギター、バイオリン、ピアノの演奏を身につけ、幼少期や青春期の頃は地元のフォークフェスティバルで数多く演奏した。女性のみで構成されたケルトフォークバンドのザ・プージーズに加入し、そのリードボーカリストになるまで彼女はその活動を続けた。そして1995年、彼女の躍進のきっかけとなったアルバムが世に送り出された。友人でありバーンズリーのフォークソング仲間でもあるキャスリン・ロバーツとのコラボレーション作品は単に"ケイト・ラズビー&キャスリン・ロバーツ"と名付けられた。1997年には家族の協力を得て自身初のソロアルバムアワーグラスをレコーディング、リリースした。それ以来ラズビーは国内外で高い評価を得るようになった。家族は彼女のプロ活動のあらゆる面を支え続けている。

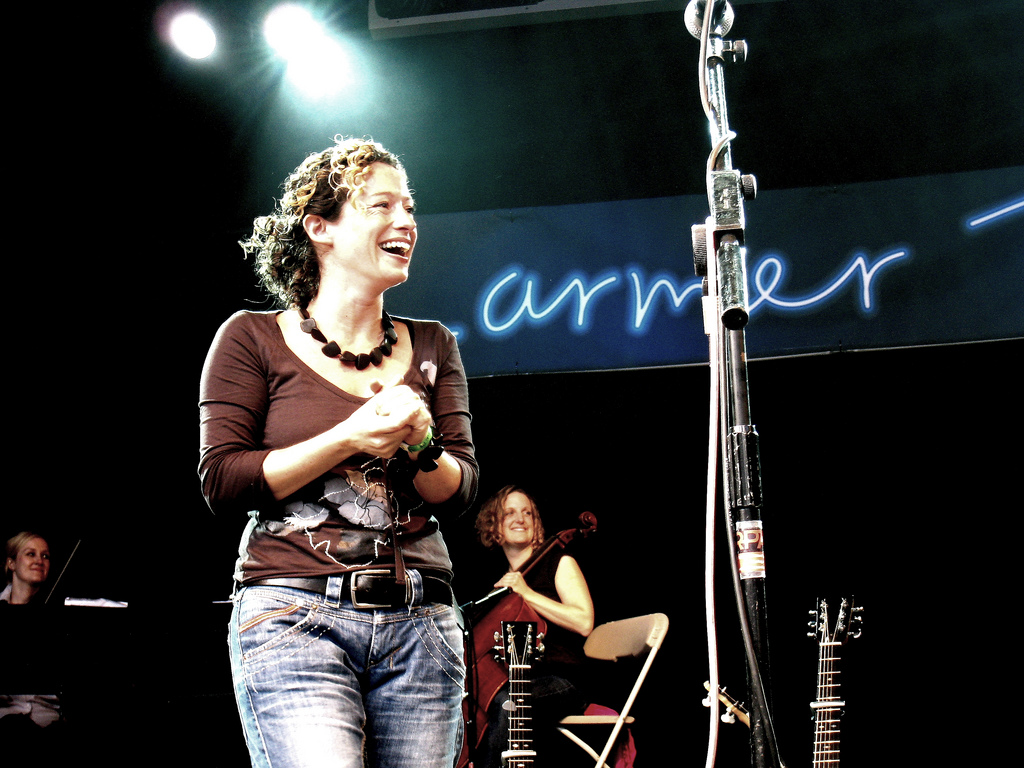
2008年のラーマー・ツリー・フェスティバルにて

ラズビーはフォークグループのイクウェイジョンのメンバーでもあったが、カーラ・ディロンがその後を継いだ。そのグループの初期の顔触れには、ラズビーのかつての共演者であるキャスリン・ロバーツと、マーキュリー賞にノミネートされた歌手のセス・レイクマンがいた。デモCDの"イン・セッション"は小規模ながら市販された。
未発表だった楽曲"ワンダリング・ソウル"はBilly Connolly's World Tour of New Zealandのサウンドトラックに使われた。この番組はもともと2004年11月に放映されたBBCテレビのドキュメンタリーシリーズである。
ロナン・キーティングとのコラボレーションにより、ラズビーはイギリスシングルチャートで上位につけることとなる。デュエット作品"オール・オーバー・アゲイン"は2006年6月の時点で第6位に達した。アイドルワイルドのヴォーカルであるロディ・ウォンブルの大成功したデビューソロアルバムにも、ラズビーはヴォーカルで大きく貢献した。同じ年にはキンクスの"ヴィレッジ・グリーン・プリザヴェイション・ソサエティ"をカバーしたものがBBC Oneのシットコム、ジャム&エルサレムのテーマ曲として使用された。ジャム&エルサレムの新シリーズのためにラズビーは新曲をいくつか作成し、番組の音楽担当としてクレジットされている。
2007年、ケンブリッジフォークフェスティバルで発表されたアルバムオークワード・アニーは同年9月3日にリリースされた。"ヴィレッジ・グリーン・プリザヴェイション・ソサエティ"はボーナストラックとして収録されている。
2008年には"スイート・ベル"がリリースされた。これは伝統的なクリスマスソングを、ラズビーが彼女特有の上品な手法で演奏したアルバムである。

## 私生活
2001年8月にラズビーは結婚した。相手はスコットランド人バイオリニストであり、かつてバトルフィールド・バンドに所属していたバンド仲間のジョン・マッカスカーである。彼はラズビーのレコーディングの大半を製作し、アルバムThe Girl Who Couldn't Fly（飛べない少女の意）の発表まではその活動に携わった。それ以降、二人は離婚している。
現在ラズビーは夫のダミエン・オカーン、犬のドリスと生活している。ドリスの話題はライブの間にする小話にも多々取り上げられることから、話の特徴のひとつとなっており、ラズビーの関連商品にもその姿があしらわれている。
2009年9月15日午前9時45分に第一子のデイジー・デリア・ラズビー・オカーンが誕生。体重は8ポンド5オンス（およそ3770グラム）だった。2010年6月12日にケイトとダミエンは結婚した。

## ディスコグラフィ

### ソロアルバム
- アワーグラス（en:Hourglass (Kate Rusby album)、1997）
- スリープレス（en:Sleepless (Kate Rusby album)、1999）
- リトル・ライト（en:Little Lights、2001）
- 10（en:10 (Kate Rusby album)、2002）
- ハートランド（en:Heartlands (Kate Rusby album)、2003）
- アンダーニース・ザ・スター（en:Underneath the Stars (album)、2003）
- ザ・ガール・フー・キャント・フライ（en:The Girl Who Couldn't Fly、2005）[8]
- オークワード・アニー（en:Awkward Annie、2007）インディーチャート第2位
- スイート・ベル（en:Sweet Bells、2008）
- メイク・ザ・ライト（en:Make the Light、2010）

## 受賞歴

### マーキュリー賞
- 1999: Sleepless  – ノミネート[5]

### BBC Radio 2 フォーク賞
- 2000: Folk Singer of the Year – 受賞[9]
- 2000: Best Album: Sleepless – 受賞[9]
- 2002: Best Original Song: "Who Will Sing Me Lullabies"[1] – 受賞[9]
- 2006: Best Original Song: "No Names" （アイドルワイルドのロディ・ウォンブルと共同） – ノミネート
- 2006: Best Album: The Girl Who Couldn't Fly – ノミネート
- 2006: Best Live Act – 受賞[10]